# Fort Ancient-kulturen

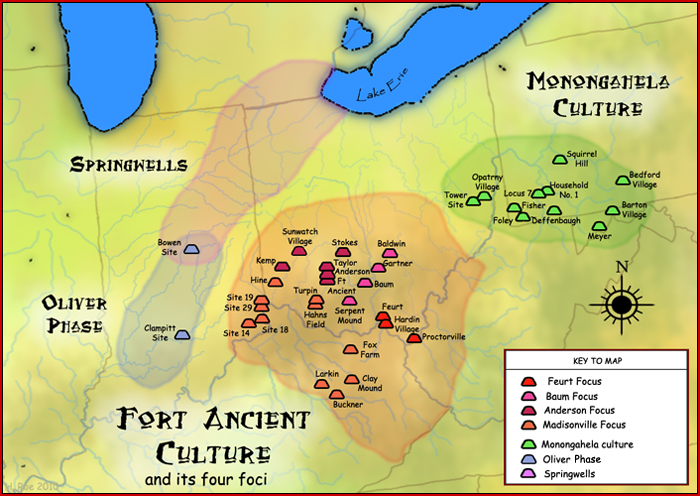
Fort Ancient-kulturen och dess fyra arkeologiska fokus. (Shawneernas förfäder var inte bärare av Monongahelakulturen, som också är med på kartan.)

Fort Ancient är ett namn på en högbyggande arkeologisk kultur som blomstrade åren 1000–1750 bland människor som huvudsakligen bebodde området kring Ohiofloden i dagens södra Ohio, norra Kentucky, sydöstra Indiana och västra West Virginia. Bärarna av Fort Ancient-kulturen tillhörde ett majsodlande jordbrukssamhälle, med bofasta byar där man byggde ceremoniella plattformshögar. Fort Ancient-kulturen betraktades tidigare som en variant av Mississippikulturen, men idag menar forskningen att det är en självständigt utvecklad kultur som vuxit fram ur Hopewellkulturen i Ohio (200 f.Kr. - 500 e.Kr.). De flesta forskare anser att likheter i materiell kultur, konst och mytologi visar att Fort Ancient-kulturen uppbars av shawneeindianernas förfäder. Detta är något som bekräftas av shawneeindianernas muntliga historia.

## Lokala varianter
Fort Ancient-kulturen är indelad i fyra distinkta lokala varianter (fokus):
- Feurt
- Baum
- Andersonville
- Madisonville

## Periodisering

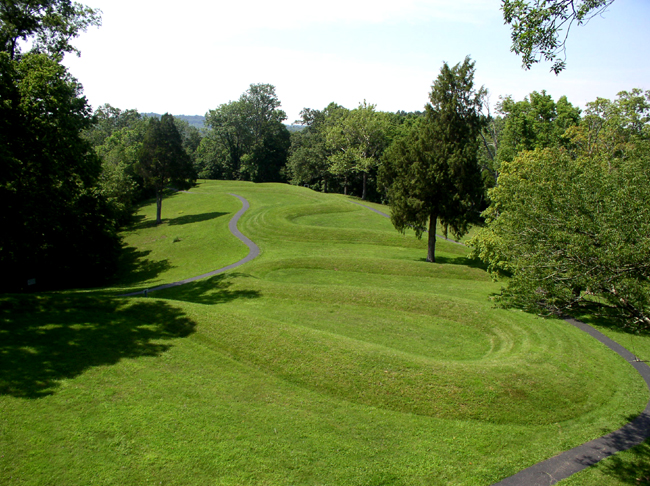
Bärarna av Fort Ancient-kulturen byggde Serpent Mound ca år 1070.

| Perioder            | Faser   | Kronologi |
| ------------------- | ------- | --------- |
| Early Fort Ancient  | Croghan | 1000-1200 |
| Middle Fort Ancient | Manion  | 1200-1400 |
| Late Fort Ancient   | Gist    | 1400-1550 |
| Late Fort Ancient   | Montour | 1550-1750 |

Källa:

## Kulturutveckling

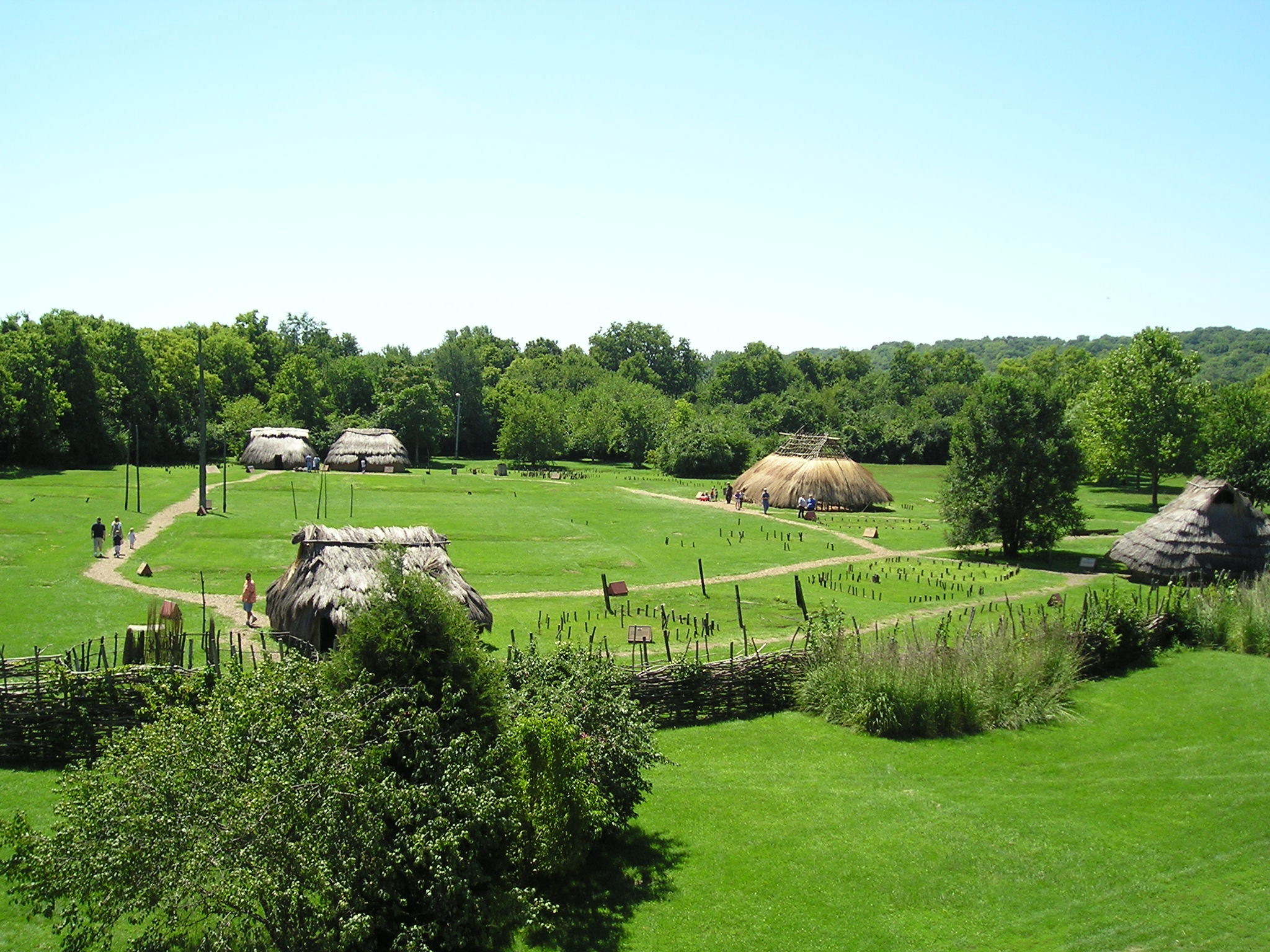
Delvis rekonstruerad Fort Ancient-by från omkring år 1050.

Omkring 1000 e.Kr. började invånarna i Ohioflodens dalgång odla majs. De bosatte sig i små åretruntbosättningar bestående av kärnfamiljshus samlade i grupper om 40-50 personer. Dessa bosättningar flyttades ofta. Vid 1200-talets början hade dessa små bosättningar börjat samlas i större byar med upp till 300 invånare. Dessa byar flyttades ungefär fyra gånger per sekel, när de lokala resurserna var uttömda. Man bodde även under denna period i kärnfamiljsbostäder.
Från 1400-talet dominerar flerfamiljshus, som var byggda kring en öppen oval centralplats vilken var centrum för bylivet. Byggnaderna anses vara utlagda på så sätt att de utgör en solkalender. På centralplatsen byggdes ofta en låg plattformshög med ceremoniell funktion. Många byar var omgivna av palissader. Byarna blev större, med upp till 500 invånare. De större byarna och försvarsverken runt dem anses vara tecken på intensifierade konflikter mellan olika grupper.
Från 1550-talet vistades befolkningen i sina byar året runt, fast närvaron var mindre intensiv under vintrarna. Familjegrupper eller jaktlag kan under vintrarna ha återvänt till de områden där deras förfäder tidigare haft sin lokala förankring. Detta är en protohistorisk period då befolkningen genom handelsnätverken fick tillgång till europeiska handelsvaror, som glas, järn, mässing och koppar. Europeiska varor fanns alltså i området innan invånarna fick personlig kontakt med européer. Trots detta spreds europeiska epidemiska sjukdomar och drabbade invånarna med hög dödlighet som följd. Detta kan ha medfört svåra påfrestningar på kultur och samhällsliv. Arkeologiskt uttrycker det sig som färre och småskaligare byggnadsverk.

## Social struktur
Även under sitt mest komplexa stadium förefaller Fort Ancient-kulturen ha varit egalitär, den saknar Mississippikulturens politiska centralisering och ojämlika samhällsuppbyggnad. Arkeologiskt uttrycks detta genom att det inte finns några skillnader i gravskick mellan olika individer. Forskningen drar paralleller till irokesernas samhällen i historisk tid, där kravet på ledarnas generositet gjorde att resursackumulering hos enskilda individer eller släkten inte förekom.